# لاسانا فاي
لاسانا فاي (بالهولندية: Lassana Faye)‏ (15 يونيو 1998 بروتردام في هولندا - ) هو لاعب كرة قدم هولندي في مركز الدفاع. لعب مع فيتيسه آرنهم.

## روابط خارجية
- لاسانا فاي على موقع قاعدة بيانات كرة القدم.إي يو (الإنجليزية)
- لاسانا فاي على موقع Soccerway.com (الإنجليزية)
- لاسانا فاي على موقع عالم كرة القدم.نت (الإنجليزية)